# 十文字実香
十文字 実香（じゅうもんじ みか、1974年 - ）は、日本の小説家。千葉県生まれ。

## 経歴
千葉敬愛高等学校卒業後、デザイナー専門学校を修了しフリーデザイナーに。2004年、「狐寝入夢虜」で第47回群像新人文学賞受賞。

## 作品リスト

### 単行本
- 『狐寝入夢虜』（2005年5月10日、講談社、ISBN 9784062128247）
  - 狐寝入夢虜（『群像』2004年6月号）
  - 水酔日記（書き下ろし）

### 単行本未収録作品
- 夏の蝶道（『群像』2005年4月号）
- 女形（『群像』2005年5月号）
- 軽薄姫（『群像』2006年2月号）
- ひとり住まい蟲の花嫁（『群像』2006年8月号）
- 黒の中の繻子の黒（『群像』2007年12月号）